# Marblemount
Marblemount az Amerikai Egyesült Államok északnyugati részén, Washington állam Skagit megyéjében elhelyezkedő település.
Marblemount önkormányzattal nem rendelkező, úgynevezett statisztikai település; a Népszámlálási Hivatal nyilvántartásában szerepel, de közigazgatási feladatait Skagit megye látja el. A 2010. évi népszámlálási adatok alapján 203 lakosa van.
A Washington State Route 20 marblemounti szakasza a motorosok körében kedvelt útvonal.

## Népesség
A település népességének változása:
| Lakosok száma | 251  | 203  | 286  |
|               | 2000 | 2010 | 2020 |

## Fordítás
- Ez a szócikk részben vagy egészben  a   Marblemount, Washington című angol Wikipédia-szócikk ezen változatának fordításán alapul.  Az eredeti cikk szerkesztőit annak laptörténete sorolja fel. Ez a jelzés csupán a megfogalmazás eredetét és a szerzői jogokat jelzi, nem szolgál a cikkben szereplő információk forrásmegjelöléseként.